# 비에르역
비에르역(프랑스어: Gare de Bière)은 스위스 보주에 있는 비에르 시정촌에 위치한 역이다. 비에르에서 모르주까지 가는 모르주-비에르-코소네 지역 운송의 철도역이다.

## 개요
해발 694m에 위치한 비에르역은 비에르에서 모르주까지 향하는 노선의 19.8km 지점(PK)에 있다.
5개의 트랙과 유지 보수 작업장으로 구성된 창고가 있는 막다른 역이다.
MBC역에는 대기실, 매표소, 플랫폼의 다중 여행 카드 폐기 장치, 티켓 기계가 있는 여객 건물이 있다. 라인 매니저가 있는 역이다.

## 운행편
비에르역은 노선의 종점이다. 아플레와 모르주 방향의 지역 열차가 운행되며, 단일 차량 통행이 가능하다.